# 上齐森
上齐森是德国莱茵兰-普法尔茨州的一个市镇。总面积2.73平方公里，总人口1088人，其中男性544人，女性544人（2011年12月31日），人口密度399人/平方公里。